# Themistoclesia mucronata
Themistoclesia mucronata är en ljungväxtart som först beskrevs av George Bentham, och fick sitt nu gällande namn av Hermann Sleumer. Themistoclesia mucronata ingår i släktet Themistoclesia och familjen ljungväxter. Inga underarter finns listade i Catalogue of Life.